# Heinrich Friedjung

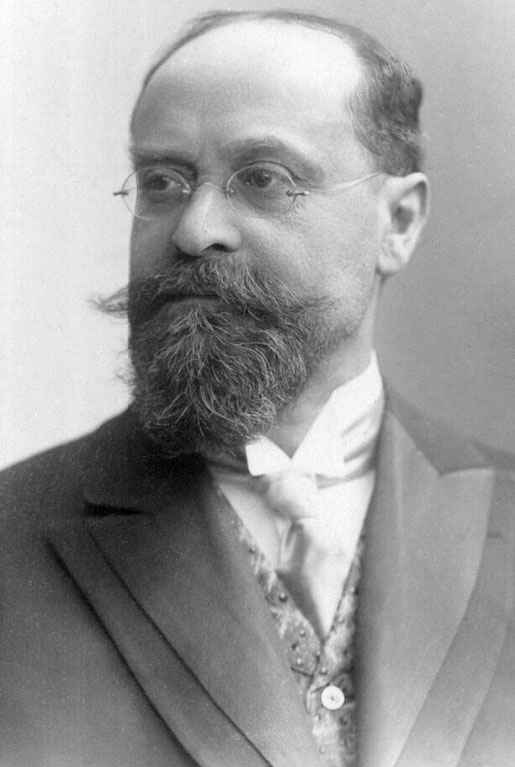
Heinrich Friedjung

Heinrich Friedjung, född 18 januari 1851 i Rostschin i Mähren, död 14 juli 1920 i Wien, var en österrikisk historiker.
Friedjung blev efter studier i Prag, Berlin och Wien 1873 professor i historia vid Wiens handelsakademi, avsattes 1881 från sitt ämbete på grund av ett politiskt oppositionstal och ägnade sig då åt journalistiken. Han uppsatte 1882 "Deutsche Wochenschrift" och blev 1886 huvudredaktör för den tyska riksrådsfraktionens organ "Deutsche Zeitung", men avgick 1887 på grund av de tyska partiernas splittring. Han koncentrerade sig därefter mer på samtidshistorisk forskning och publicerade dessutom politiska artiklar i flera rikstyska och österrikiska tidningar. 
Friedjung invecklades 1909 i en uppseendeväckande politisk process. I Zagreb hade ett stort antal i Kroatiens och Slavoniens politiska liv framträdande serber åtalats för högförräderi (Zagrebprocessen) och 31 av dem drabbats av fällande dom (oktober 1909). Under processens gång hade Friedjung i en tidningsartikel utan namns nämnande beskyllt många medlemmar av den kroatisk-serbiska koalitionen för högförrädiska stämplingar med Serbien i syfte att på Habsburgmonarkins ruiner upprätta ett storserbiskt rike. Pengar för agitation och dylikt skulle de ha fått av den storserbiska föreningen "Slovenski jug" genom förmedling av Belgraddiplomaten Miroslav Spalajković. Med anledning av dessa påståenden väckte den kroatiske deputeraden Frano Supilo och kroatisk-serbiska koalitionens alla 51 ledamöter tryckfrihetsåtal (Friedjungsprocessen). Friedjung framlade under rättegångsförhandlingarna (i december samma år) som bevis för sina påståenden fotografiska kopior av aktstycken, som förklarades vara protokoll från "Slovenski jugs" sammanträden och serbiska ministerialakter. Det uppvisades emellertid från motparten, att flera av dessa aktstycken, som tillställts Friedjung av österrikisk-ungerska utrikesministeriet, var förfalskningar, utförda av lägre tjänstemän vid österrikisk-ungerska legationen i Belgrad, efter allt att döma med ministern greve János Forgáchs vetskap. Friedjung, som själv ej förut vetat av förfalskningarna återtog då sitt åberopande av samtliga dokument, och motparten fullföljde ej åtalet. 
Bland Friedjungs många historiska arbeten märks Der Ausgleich mit Ungarn (1877–78), Der Kampf um die Vorherrschaft in Deutschland 1859–1866 (två band, 1897–98; 11:e upplagan 1919), Der Krimkrieg und die österreichische Politik (1907), Österreich von 1848 bis 1860 (två band, 1907–12; del l i fjärde upplagan 1918), Wie wir zu Bosnien kamen (1908), Custoza und Lissa (1915), Das Zeitalter des Imperialismus 1884–1914 (två band, 1919–22) och Historische Aufsätze (1919). Dessutom utgav han "Benedeks nachgelassene Papiere" (1901) och skildrade tiden 1859–66 i del 8 av Hans Ferdinand Helmolts "Weltgeschichte" (andra upplagan 1921).